# Kizilka
Kizilka (en rus: Кизылка) és un poble del krai de Krasnoiarsk, a Rússia, que en el cens del 2010 tenia 12 habitants. Pertany al districte de Balakhtà.